# Liste der Stolpersteine in Menden
In der Liste der Stolpersteine in Menden (Sauerland) werden die vorhandenen Gedenksteine aufgeführt, die im Rahmen des Projektes Stolpersteine des Künstlers Gunter Demnig bis Dezember 2024 in Menden (Sauerland) verlegt worden sind.

## Verlegte Stolpersteine
| Adresse                    | Name                   | Inschrift | Verlegedatum  | Bild                                    | Anmerkung |
| -------------------------- | ---------------------- | --- | ------------- | --------------------------------------- | --- |
| Hauptstraße 3 (Standort)   | Rosalie Ephraim        | Hier wohnte Rosalie Ephraim geb. Bernstein Jg. 1864 deportiert 1942 Theresienstadt ermordet 14.1.1943                                     | 25. Feb. 2016 |                                         | geboren am 9. März 1864 in Menden |
| Hauptstraße 3 (Standort)   | Willy Ephraim          | Hier wohnte Willy Ephraim Jg. 1903 deportiert 1942 Theresienstadt 1944 Auschwitz ermordet                                                 | 25. Feb. 2016 |                                         | geboren am 23. Juli 1903 in Menden |
| Hauptstraße 3 (Standort)   | Denny Ephraim          | Hier wohnte Denny Ephraim Jg. 1940 deportiert 1942 Theresienstadt 1944 Auschwitz ermordet                                                 | 25. Feb. 2016 |                                         | geboren am 26. März 1940 in Hemer |
| Hauptstraße 3 (Standort)   | Ruth Ephraim           | Hier wohnte Dr. Ruth Ephraim geb. Schürmann Jg. 1912 deportiert 1942 Theresienstadt 1944 Auschwitz ermordet                               | 25. Feb. 2016 |                                         | geboren am 24. Juni 1912 in Bytom (Schlesien) |
| Hochstraße 12 (Standort)   | Louis Frankenberg      | Hier wohnte Louis Frankenberg Jg. 1885 'Schutzhaft' 1938 Sachsenhausen deportiert 1942 Theresienstadt 1944 Auschwitz ermordet             | 7. Feb. 2019  |                                         | |
| Hochstraße 12 (Standort)   | Ella Frankenberg       | Hier wohnte Ella Frankenberg geb. Goldschmidt Jg. 1885 deportiert 1942 Theresienstadt 1944 Auschwitz ermordet                             | 7. Feb. 2019  |                                         | |
| Kaiserstraße 17 (Standort) | Max Frankenberg        | Hier wohnte Max Frankenberg Jg. 1884 'Schutzhaft' 1938 Sachsenhausen Flucht 1939 Südafrika                                                | 7. Feb. 2019  |                                         | |
| Kaiserstraße 17 (Standort) | Jenny Frankenberg      | Hier wohnte Jenny Frankenberg geb. Wolff Jg. 1885 deportiert 1942 Zamosc ermordet                                                         | 7. Feb. 2019  |                                         | |
| Kaiserstraße 17 (Standort) | Lieselotte Frankenberg | Hier wohnte Lieselotte Frankenberg Jg. 1918 mit Fluchthilfe 1936 England                                                                  | 7. Feb. 2019  |                                         | |
| Kaiserstraße 17 (Standort) | Edith Frankenberg      | Hier wohnte Edith Frankenberg Jg. 1919 mit Fluchthilfe 1935 England                                                                       | 7. Feb. 2019  |                                         | |
| Kaiserstraße 17 (Standort) | Erich Frankenberg      | Hier wohnte Erich Frankenberg Jg. 1920 deportiert 1942 Zamosc ermordet                                                                    | 7. Feb. 2019  |                                         | |
| Kaiserstraße 17 (Standort) | Herbert Frankenberg    | Hier wohnte Herbert Frankenberg Jg. 1922 deportiert 1942 Zamosc ermordet                                                                  | 7. Feb. 2019  |                                         | |
| Wasserstraße 5 (Standort)  | David Busack           | Hier wohnte David Busack JG. 1891 'Schutzhaft' 1938 KZ Sachsenhausen entlassen 1942 Steinwache Dortmund KZ Mauthausen ermordet 23.10.1942 | 11. Dez. 2024 | Stolperstein für David Busack           | David Busack war Jahrgang 1891, verheiratet mit Emma von Düren (geb. 1890) und hatte zwei Kinder (Therese und August). Er wurde 1942 in das KZ Mauthausen deportiert und am 23. Oktober 1942 ermordet.                                            |
| Hauptstraße 52 (Standort)  | Benjamin Izaak Keijzer | Hier wohnte Benjamin Keijzer Jg. 1881 Flucht 1936 Holland interniert Westerbork deportiert 1944 Auschwitz ermordet 22.5.1944              | 11. Dez. 2024 | Stolperstein für Benjamin Izaak Keijzer | Benjamin Keijzer und seine Frau lebten an der Hauptstraße 52 oberhalb ihres Schuhgeschäftes. 1936 flüchteten sie in die Niederlande. Es folgte die Internierung nach Westerbork. Von dort wurden sie 1944 nach Auschwitz deportiert und ermordet. |
| Hauptstraße 52 (Standort)  | Johanna Keijzer        | Hier wohnte Johanna Keijzer geb. Fürst Jg. 1881 Flucht 1936 Holland interniert Westerbork deportiert 1944 Auschwitz ermordet 22.5.1944    | 11. Dez. 2024 |                                         | Der Erinnerungsstein für Johanna Keijzer geborene Fürst wurde am 18. Februar 2025 entwendet. |